# Anisozyga sideralis
Anisozyga sideralis är en fjärilsart som beskrevs av Lucas 1898. Anisozyga sideralis ingår i släktet Anisozyga och familjen mätare. Inga underarter finns listade i Catalogue of Life.